# Brochoneura acuminata
Brochoneura acuminata är en tvåhjärtbladig växtart som beskrevs av Otto Warburg. Brochoneura acuminata ingår i släktet Brochoneura och familjen Myristicaceae. Inga underarter finns listade i Catalogue of Life.